# Meia-maratona

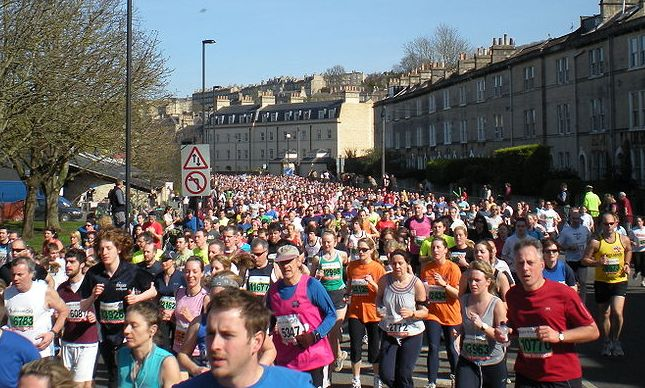
Corredores disputam uma meia-maratona em Bath, na Inglaterra.

Meia-maratona é uma corrida com uma distância igual a metade de uma maratona, ou seja de 21,1 km (21 097,5 metros).
A distância, apesar de bastante popular entre corredores profissionais e atletas de massa de todo o mundo, por ser uma prova de resistência que exige menos treinamento é mais adequada a corredores comuns que a maratona, provocando menos fadiga muscular, não é disputada em campeonatos oficiais, como os Jogos Olímpicos e o Campeonato Mundial de Atletismo. Desde 1992, entretanto, a IAAF criou para os atletas de elite o Campeonato Mundial de Meia Maratona, disputado até 2005 e retornando em 2008.

## Em Portugal

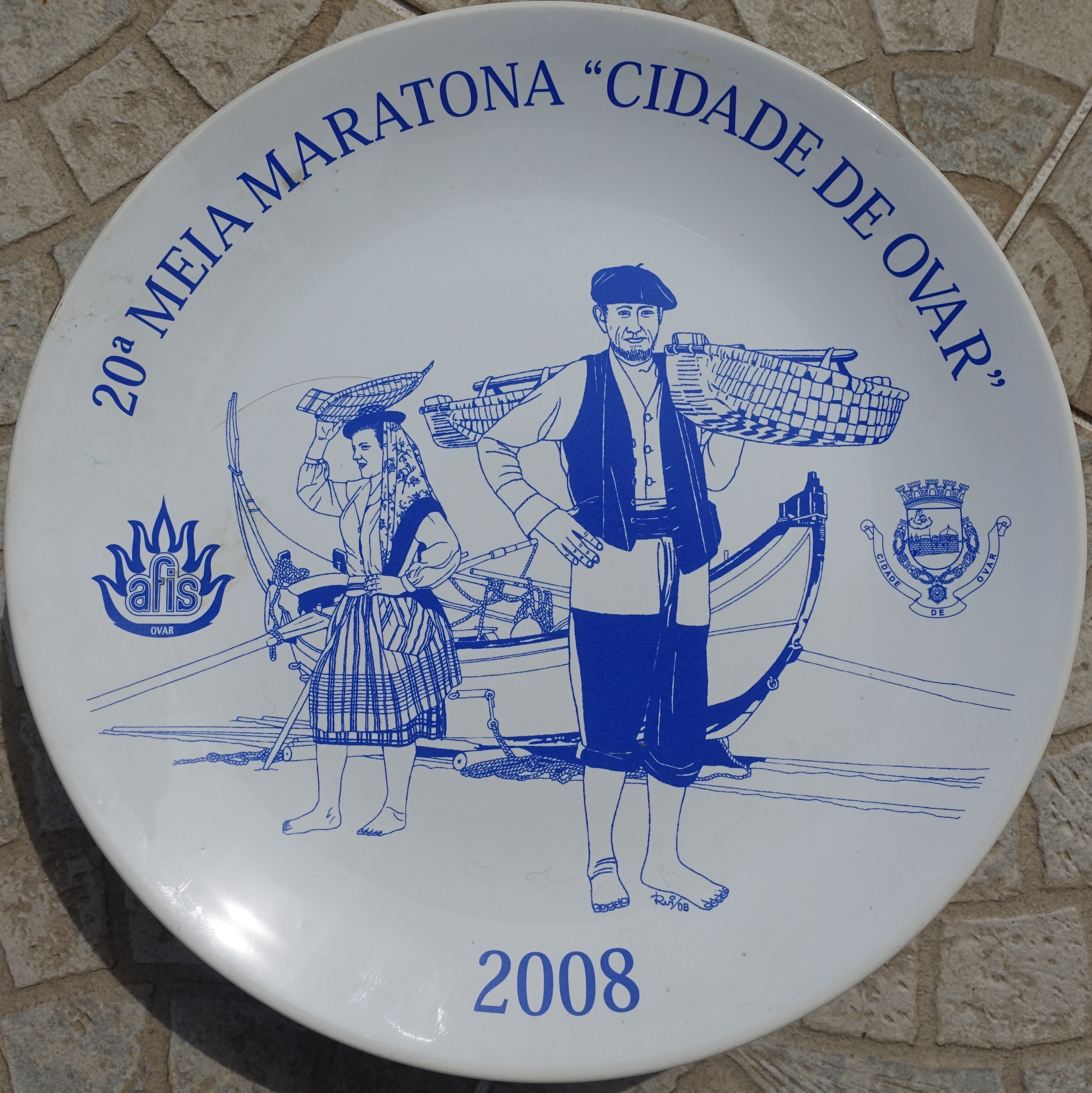
Prato comemorativo da meia-maratona de Ovar

Em Portugal são disputadas várias provas de meia maratona de alto nível técnico.
- Meia Maratona de Aveiro, Aveiro, 25 de Abril
- «Meia Maratona Manuela Machado». Viana do Castelo, Janeiro
- «Meia Maratona António Pinto». Amarante, Janeiro
- Meia Maratona de Lisboa «Lisboa» 🔗. ,Março
- Meia Maratona de Braga, Braga, Março
- «Meia Maratona de Setúbal». , Setúbal, Maio
- «Meia Maratona Douro Vinhateiro». Peso da Régua e Pinhão , Maio
- Meia Maratona Tondela , Maio
- Meia Maratona "Corrida dos Conquistadores " de Guimarães, Guimarães, Junho
- «Vodafone Meia Maratona RTP Rock 'n' Roll». Lisboa, Setembro
- Meia Maratona do Porto - Porto, Setembro
- Meia-Maratona da Moita - Moita, Outubro
- «Meia Maratona de Ovar». , Ovar, Outubro
- «Meia Maratona Nazaré». Nazaré, Novembro
- «Meia Maratona Algarve». Portimão, Outubro

## No Brasil
No Brasil há a Meia Maratona do Rio de Janeiro, a Meia Maratona de São Paulo, a Meia Maratona da Praia Grande, a Meia Maratona de Caxias do Sul, entre tantas.
O recorde brasileiro e sul-americano pertence a Marílson dos Santos, com 59:33, obtido em 2007. Esse é um dos melhores tempos do mundo para a prova, ficando atrás apenas dos obtidos pelos corredores africanos.

## Na Suécia
- Meia Maratona de Gotemburgo (Göteborgsvarvet)

## Recordes mundiais

### Masculino
Atleta: Jacob Kiplimo  Uganda
Tempo: 56:42
Data: 16 de fevereiro de 2025
Local: Lisboa
Prova: Meia Maratona de Barcelona

### Feminino
Atleta: Ruth Chepngetich  Quênia
Tempo: 1:04:02 
Data: 4 de Abril de 2021
Local: Mengerskirchen, Alemanha

### Outras marcas notáveis
Em novembro de 2013, Anthony Russo, com 5 anos, correu a meia maratona de New Jersey, em 2:22.25.